# Dianthus furcatus
Dianthus furcatus är en nejlikväxtart. Dianthus furcatus ingår i släktet nejlikor, och familjen nejlikväxter.

## Underarter
Arten delas in i följande underarter:
- D. f. dissimilis
- D. f. furcatus
- D. f. gyspergerae
- D. f. lereschii

## Bildgalleri

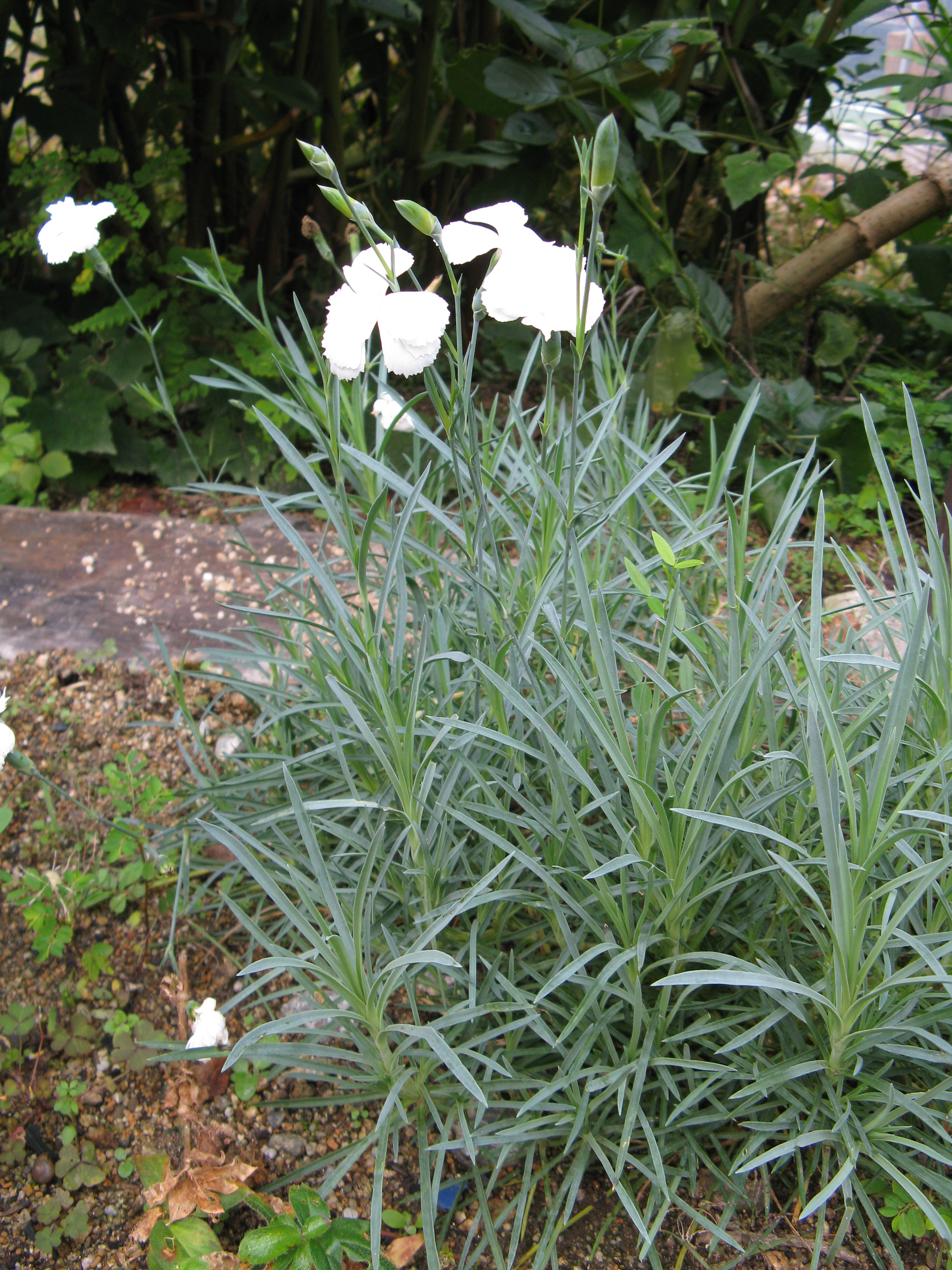
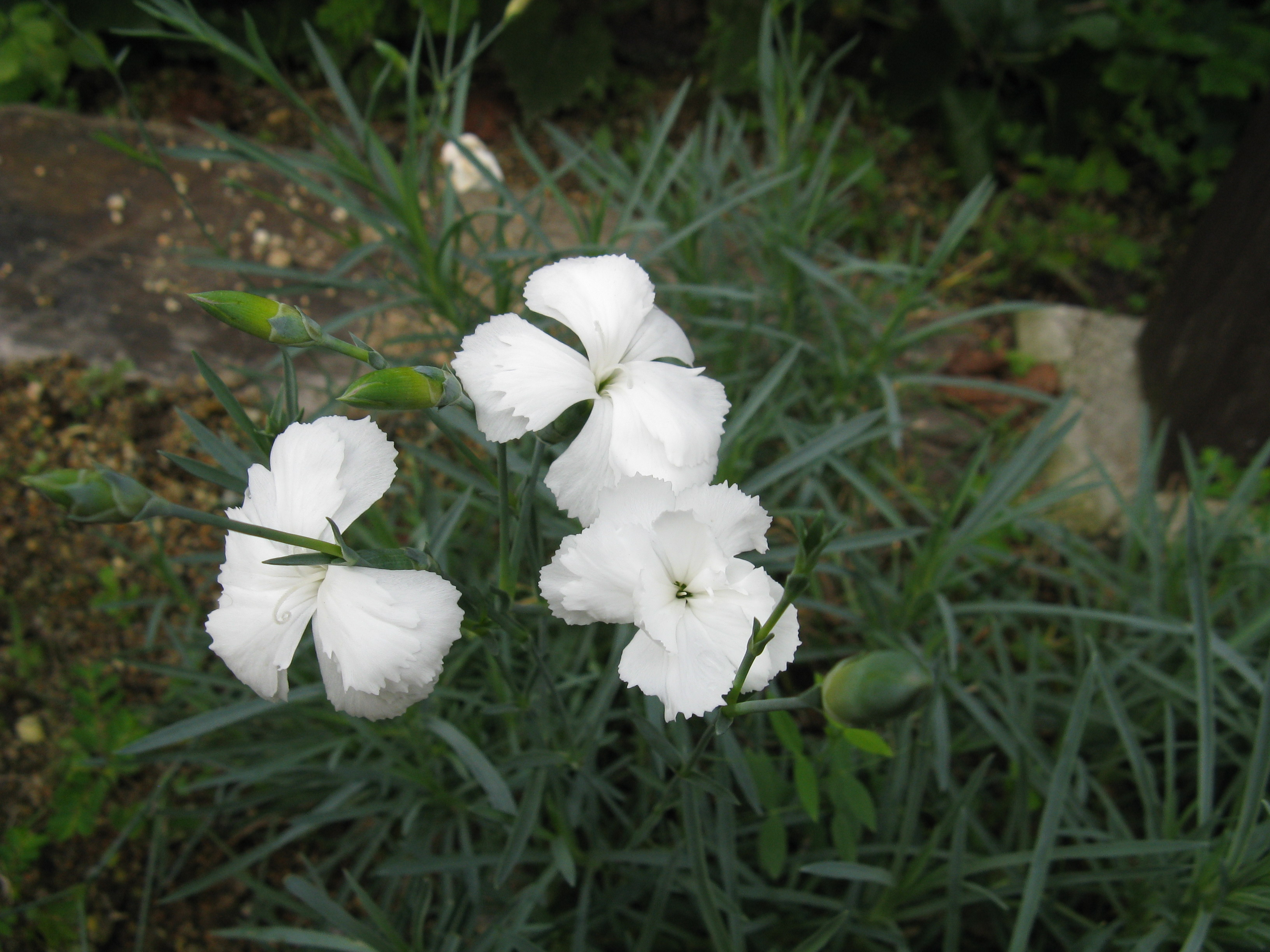
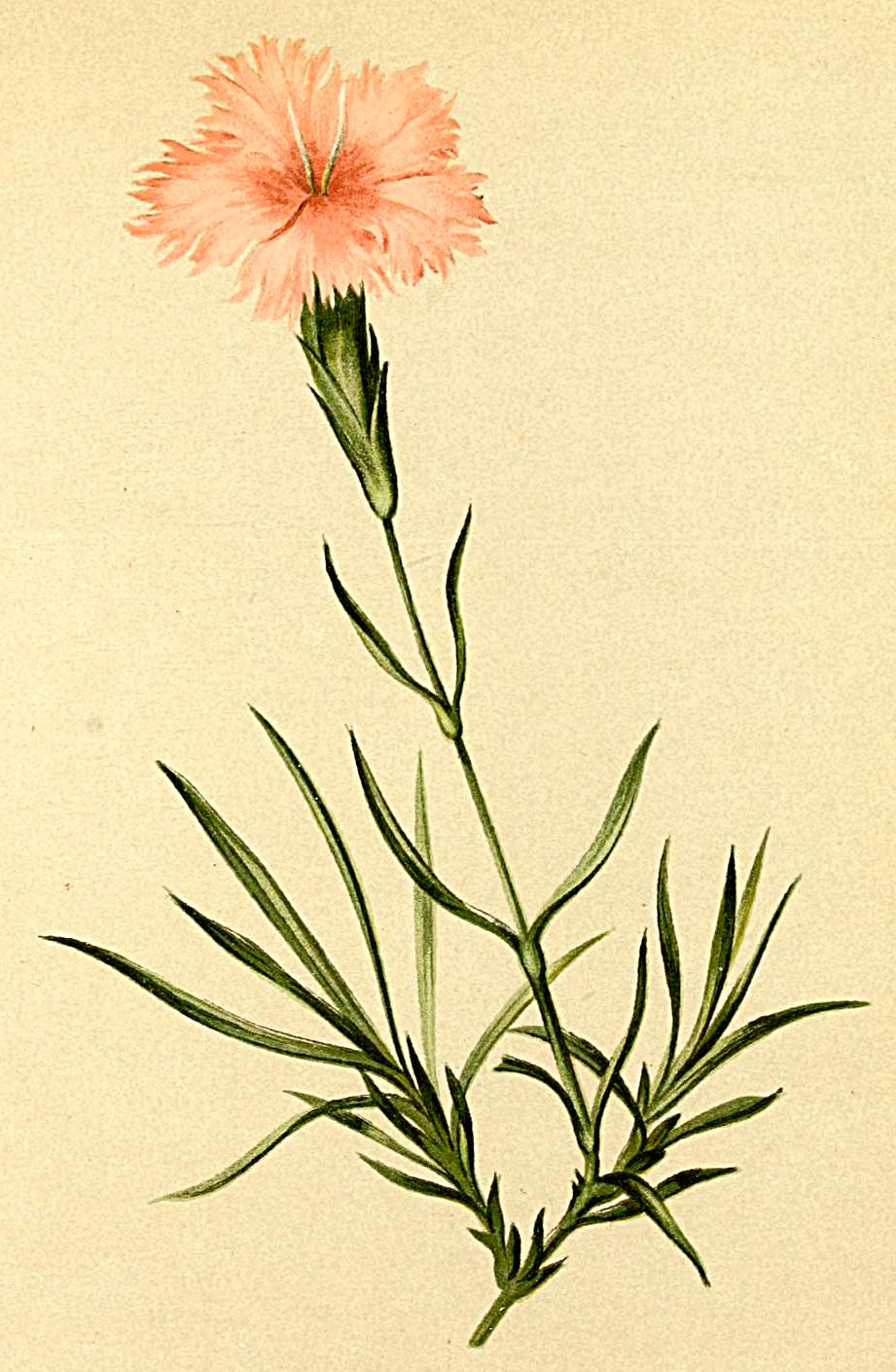
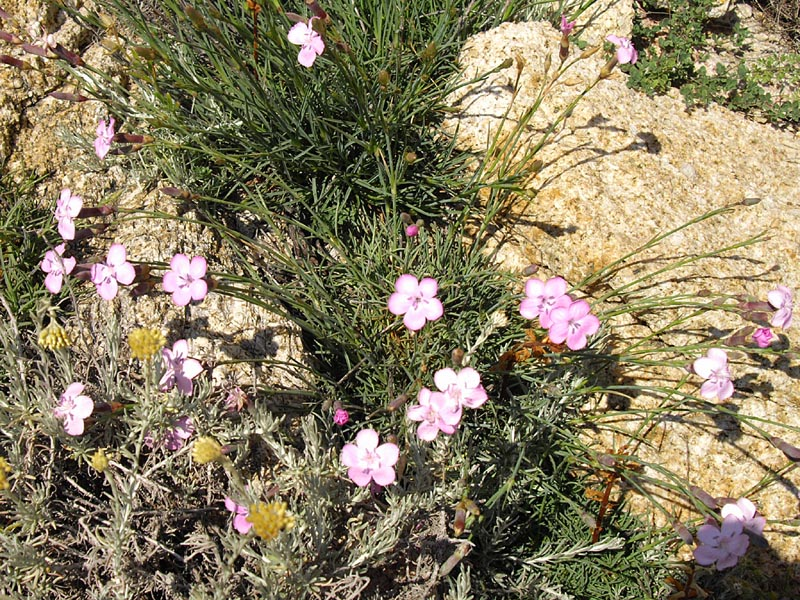
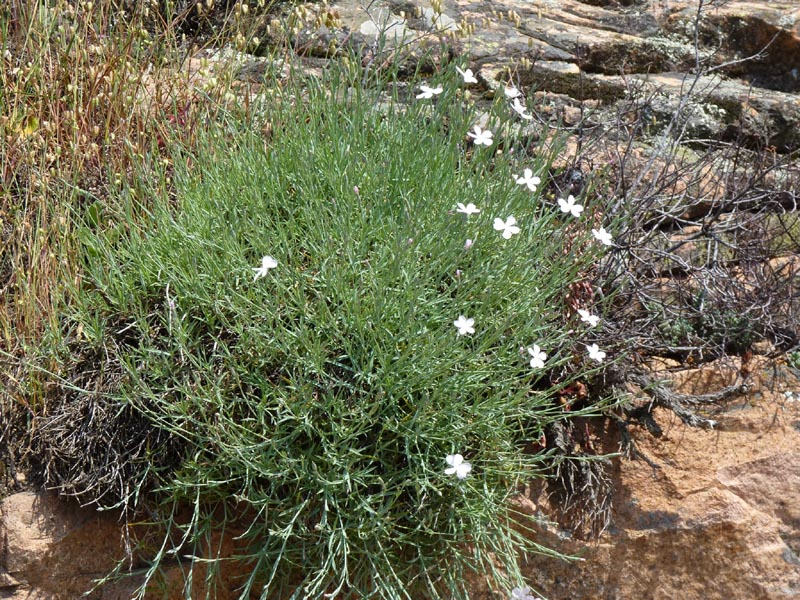
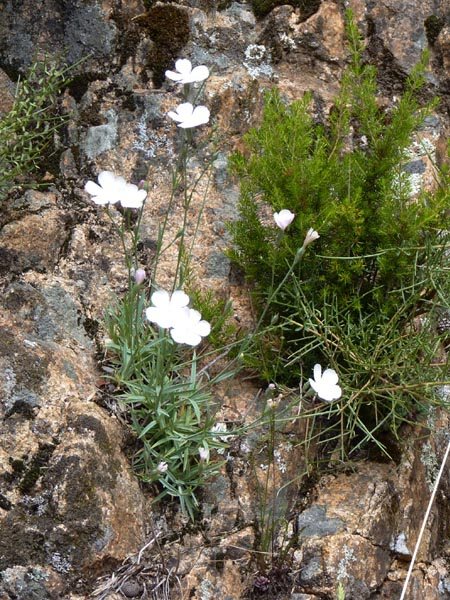